# بحيرة بيانات
بحيرة البيانات (الإنجليزية: Data lake) هي نظام أو مستودع للبيانات المخزنة بتنسيقها الطبيعي/الخام تكون عادة كائنات كبيرة الحجم أو ملفات. يغلب أن تكون بحيرة البيانات مخزنًا واحدًا للبيانات تتضمن النسخ الأولية من بيانات النظام المصدر وبيانات الاستشعار والبيانات الاجتماعية وما إلى ذلك والبيانات المحولة المستخدمة لمهام مثل إعداد التقارير والتصور والتحليلات المتقدمة وتعلم الآلة. يمكن أن تتضمن بحيرة البيانات بيانات منظمة من قواعد البيانات العلائقية (الصفوف والأعمدة)، والبيانات شبه المنظمة (القيم المفصولة بفواصل والسجلات و لغة التوصيف القابلة للتوسعة وجسون) والبيانات غير المهيكلة (مثل رسائل البريد الإلكتروني والمستندات وملفات صيغة المستندات المنقولة) والبيانات الثنائية (الصور والصوت والفِديو). يمكن إنشاء بحيرة بيانات «محليًا» (داخل مراكز بيانات المؤسسة) أو «في السحابة» (باستخدام الخدمات السحابية من الموردين مثل Amazon أو Microsoft أو Oracle Cloud أو Google).